# Чаучила папуанська
Чаучила папуанська (Orthonyx novaeguineae) — вид горобцеподібних птахів родини чаучилових (Orthonychidae).

## Поширення
Ендемік Нової Гвінеї. Поширений у тропічних гірських дощових лісах у високогірних районах.

## Опис
Тіло завдовжки до 18 см, вагою 47-75 г. Самці на третину важчі за самиць.